# 瑪麗亞·科諾普尼茨卡
瑪麗亞·科諾普尼茨卡（波蘭語：Maria Konopnicka，1842年5月23日—1910年10月8日），波蘭實證主義詩人，小說家、兒童作家、翻譯、記者、評論家和爭取婦女權利和波蘭獨立的積極分子。 她使用化名，包括Jan Sawa，Marko， Jan Waręż等。 她是波蘭文學中實證主義時期最重要的詩人之一。

## 生平
出生於波蘭東北部的比亞韋斯托克省蘇瓦烏基市的一個貴族知識分子家庭。她出生不久，她的全家就從蘇瓦鳥基搬到了波茲南的卡利什市居住。瑪麗亞·科諾普尼茨卡幼年喪母，她是在父親的撫養下長大的。她父親是一個法律專家，愛好文學，在他的影響下，科諾普尼茨卡從小就讀過許多帶有民主和愛國主義思想傾向的波蘭文學作品,特別是浪漫主義時期的文學作品，這對她以後的文學創作有很大的影響。1862年，她嫁給了羅茲省文奇察縣的一個地主雅羅斯瓦夫·科諾普尼茨基，從此便住在丈夫的領地裡。後來，科諾普尼茨基因為參加了一月起義，起義失敗後，他不得不妻子一起逃亡國外，他們在德國的德累斯登住了一年後，又回到了波蘭，依然住在他自己的領地裡。但後來科諾普尼茨基的領地因經營不善而破產了，他的一家從此陷人貧困，這期間，科諾普尼茨卡的生活雖不寬裕但她有機會閱讀了許多波蘭和世界文學名著，同時對波蘭農村的社會和農民的生活狀況都有了深入的了解。1877年，瑪麗亞·科諾普尼茨卡帶著她的六個孩子來到了首都華沙，在這裡秘密參加過援救被沙俄佔領者當局囚禁的波蘭愛國者的活動，並設立公眾圖書館和閱覽室，要在民眾特別是婦女中普及文化知識。1882-1890年間，科諾普尼茨卡曾先後去德國、瑞士和法國，並一直保持和國內的一些報刊和出版社的聯繫，早期她以創作詩歌為主。

## 作品
- 《以往戲劇片段》Z przeszłości (1881)
- 《線條和聲音》Linie i dźwięki (1897)
- 《義大利》Italia (1901)
- 《旅行包裡的小東西》Drobiazgi z podróżnej teki (1903)